# Виестури (Рундальский край)
Вие́стури (латыш. Viesturi) — населённый пункт в Рундальском крае Латвии. Входит в состав Виестурской волости (административный центр — село Берстеле). По оценке на январь 2021 года, в населённом пункте проживало 173 человека.

## История
В советское время населённый пункт входил в состав Виестурского сельсовета Бауского района. В селе располагался колхоз «Виестури».